# باتريك أمواه
باتريك أمواه (بالسويدية: Patrick Amoah)‏ (18 أغسطس 1986 ببلدية سولنا في السويد - ) هو لاعب كرة قدم سويدي في مركز الهجوم. شارك مع منتخب السويد تحت 17 سنة لكرة القدم ومنتخب السويد تحت 19 سنة لكرة القدم. أما مع النوادي، فقد لعب مع آود هيفرلي لوفين وسيوداد دي مورسيا ونادي آسيريسكا ونادي باريس ونادي يورغوردينس وHuddinge IF ‏ وCF Atlético Ciudad ‏ ونادي فاسالوندس ورويال وايت ستار بروكسل ‏ وفورتونا سيتارد.

## روابط خارجية
- باتريك أمواه على موقع اتحاد السويد (السويدية)
- باتريك أمواه على موقع قاعدة بيانات كرة القدم.إي يو (الإنجليزية)